# Bataille de Salvore
La bataille de Salvore, et plus précisément bataille navale de Punta San Salvatore, entre la république de Venise et le Saint-Empire romain germanique en 1177, quelques mois après la bataille de Legnano, qui vit 40 galères vénitiennes, érigées grâce à l'aide des villes d'Istrie et soutenues par le pape Alexandre III, opposées à 75 Génois et Pisans, alliés de l'empereur Frédéric Barberousse. La flotte vénitienne commandée par le doge Sebastiano Ziani et Nicolò Contarini, cachée dans la vallée de Piran, surprit ses adversaires, captura 45 navires, en coula d'autres et fit prisonnier le commandant lui-même, l'un des fils de Barberousse.

## Histoire
Punta Salvore (en croate : Rt Savudrija) est un promontoire situé au nord-ouest de la péninsule d'Istrie, actuellement rattachée à la Croatie, immédiatement au nord du village de Savudrija, sur la commune d'Umag. Le cap marque à la fois l'extrémité ouest de la baie de Piran et sa transition vers le golfe de Trieste et, avec Punta Tagliamento en face, sur la côte italienne, sa transition vers la mer Adriatique. Faisant une saillie de plusieurs kilomètres vers l'ouest, Punta Salvore est très proche des lagunes de Grado et de Marano, en Italie. Dès la nuit tombée, il est possible de voir les phares des villes italiennes de Grado et Lignano Sabbiadoro, tandis que vers le nord, lorsque le ciel est dégagé, la vue s'étend sur l'ensemble des Alpes Juliennes. Punta Salvore est connue pour ses spécialités gastronomiques à base de poissons.
Alors que la bataille de Legnano eut lieu dans les terres, la bataille navale de Punta Slavore a eu lieu entre Piran et Porec, en mer, au large de Punta Salvore (Savudrija) entre la flotte vénitienne dirigée par le doge de Venise Sebastiano Ziani et Nicola Contarini contre la flotte du Saint-Empire romain germanique commandée par Otton Ier de Bourgogne, fils de l'empereur Frédéric Barberousse, présent durant la bataille.
Pendant les guerres entre le Saint-Empire romain germanique et les villes de la Ligue lombarde alliées au pape Alexandre III, l'empereur Frédéric Barberousse fut provoqué par la poursuite de l'accord entre la république de Venise et la papauté. L'empereur mit donc en place une flotte de 75 galères, avec l'aide de la république de Gênes et de la république de Pise.

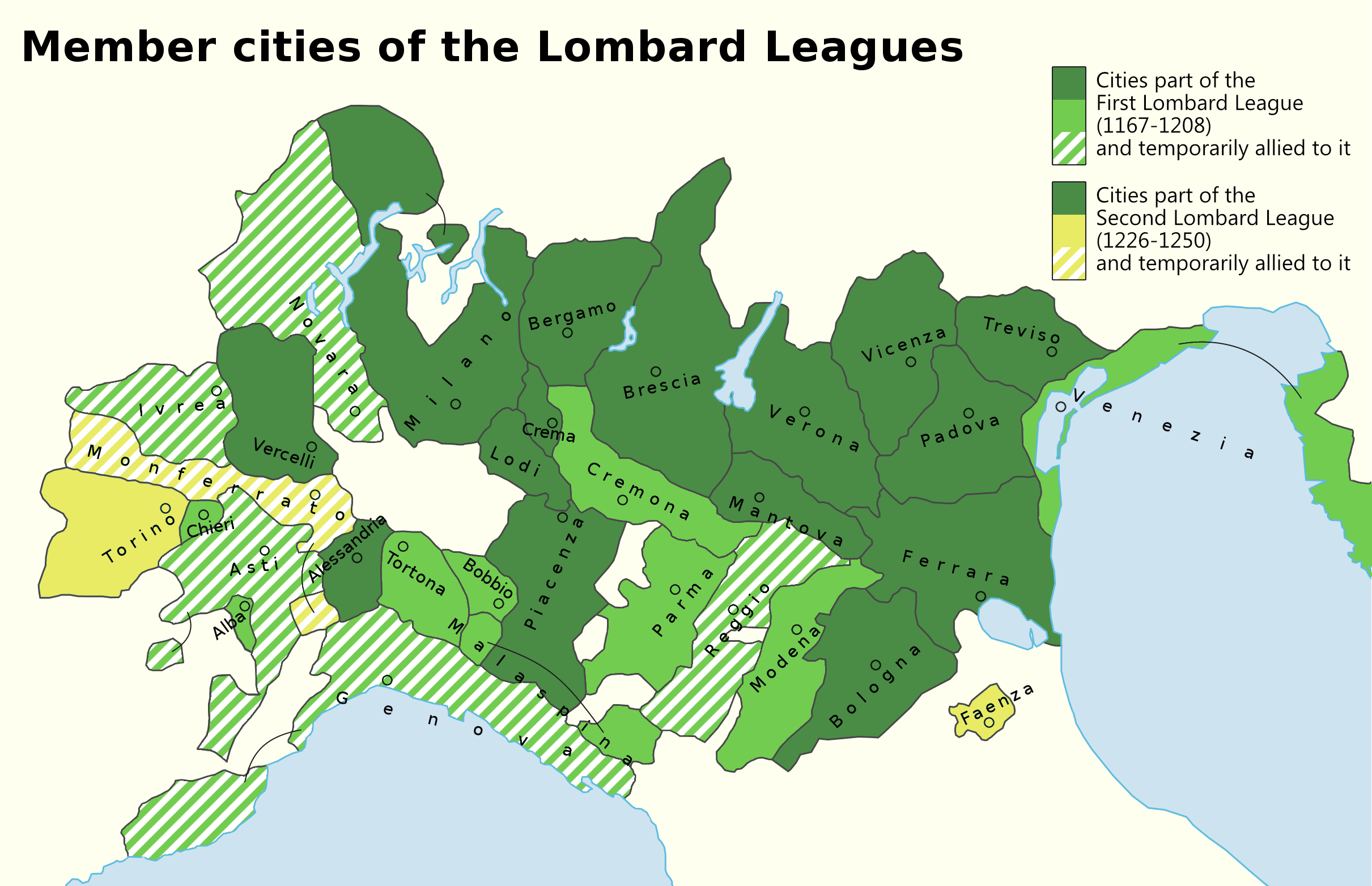
Villes membres des Ligues Lombardes
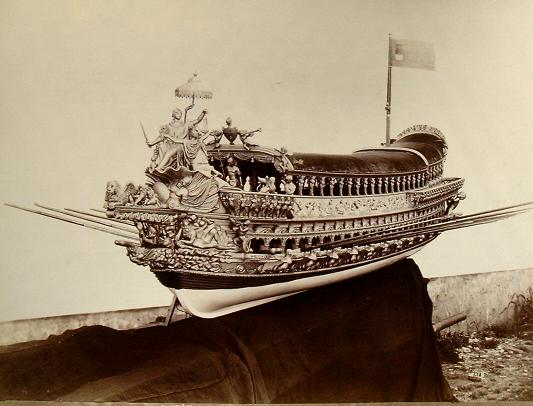
Galère vénitienne
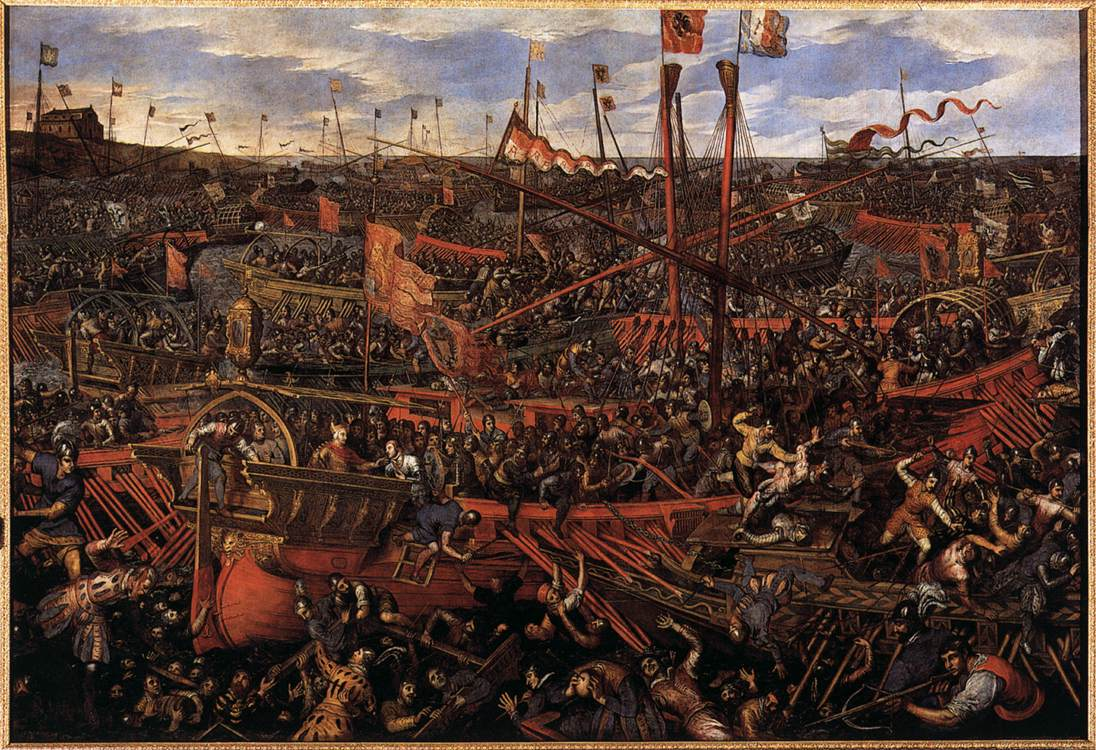
Bataille de Salvore par Domenico Tintoretto - Tableau exposé au Palazzo Ducale de Venise

Ayant reçu la nouvelle que la flotte impériale naviguait dans la mer Adriatique, le doge de Venise, convaincu que Barberousse cherchait une revanche après sa cuisante défaite à Legnano, se prépara et cacha une flotte de 30 galères dans la baie de Piran. Dès que les ennemis furent aperçus, le doge les attaqua, les prenant par surprise et remporta une nette victoire après six heures de combat. Les Vénitiens coulèrent de nombreux navires et réussirent même à en capturer 45 ainsi qu'à faire prisonnier le commandant adverse Otton Ier de Bourgogne. Au milieu de livrer bataille, le navire de l'empereur germanique réussit à s'échapper et Frédéric Barberousse se cacha dans une citerne romaine sur la plage. Depuis, la localité a pris le nom de "Salvore", ou "Roi Sauvé".

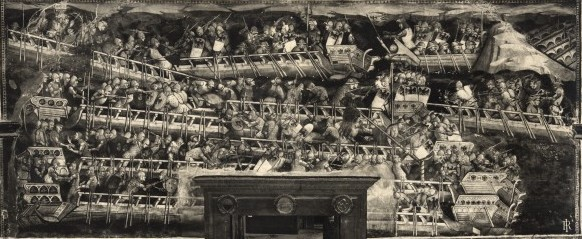
Spinello Aretino, Bataille navale de Punta San Salvatore en Istrie entre vénitiens et impériaux (Salle de Balìa du Palazzo Pubblico de Sienne)

Pour récompenser les services offerts par la république de Venise dans la lutte contre l'empereur Frédéric Barberousse, le pape Alexandre III a fait don à la ville de son anneau pontifical, qui a été utilisé lors de la traditionnelle cérémonie du Mariage avec la mer.

## Contestation sur la véracité de l'événement
Selon certains historiens, des doutes auraient été émis quant à la totale véracité historique de cette bataille. Certains pensent que la bataille de Salvore (bataille de Savudrija) aurait été un coup de propagande de la république de Venise pour légitimer son hégémonie sur l'Adriatique.
Selon ces mêmes historiens sceptiques, cette bataille navale n'aurait jamais eu lieu puisque, prétendent-ils, le différend avait trouvé une solution diplomatique avec la paix de Venise négociée le jour de l'Ascension de la même année et signée le 24 juillet 1177, à la suite de la défaite de Frédéric Barberousse lors de la bataille de Legnano du 29 mai 1176,.
Or, selon de nombreux documents historiques, le déroulement de la bataille a été raconté au début du XIVe siècle par un écrivain de Mantoue Boncontro dei Bovi, notaire de la république de Venise, dans l'ouvrage Hystoria de discordia et persecutione quam habuit Ecclesia cum mperatore Federico Barbarossa tempore Alexandri tercii summi pontificis et demum de pace facta Veneciis. et habita inter eos.
Le cardinal Cesare Baronio, dans ses Annales ecclésiastiques de 1588, et l'historien Felice Cantelori se sont demandé si la bataille avait bien eu lieu, estimant qu'il n'y en avait aucune trace dans les chroniques de l'époque, notamment celles écrites par un auteur anonyme d'une biographie du pape Alexandre III et de Romualdo II Guarna, archevêque de Salerne et ambassadeur de Guillaume II de Sicile pendant la paix de Venise.
Cependant, dans un essai de Cristoforo Tentori de 1785, les hypothèses critiques du cardinal Baronio sont considérées comme infondées, puisque basées uniquement sur des « manuscrits d'autorité qu'il considère douteux », alors qu'il existe d'autres témoignages, documents et œuvres d'art qui certifient que la bataille a réellement eu lieu.
La capture d'Otton Ier de Bourgogne, fils de Barberousse, peut avoir été médiatisée par l'épisode survenu à Fossalta en 1249, lorsque les Bolognese capturèrent le roi Enzo de Suède, fils illégitime de l'empereur Frédéric II du Saint-Empire romain germanique (1194-1250) et d'Adélaïde d'Urslingen, fille de Conrad d'Urslingen.

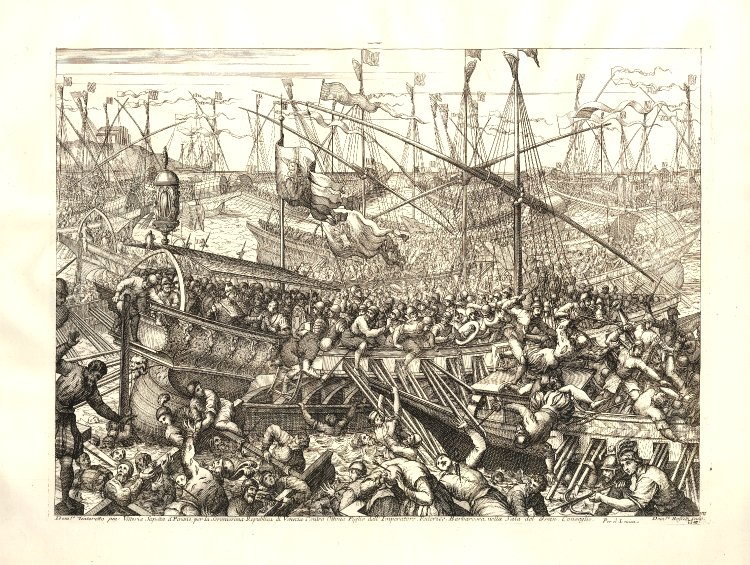
Domenico Rossetti, Victoire obtenue à Piran, pour la République Sérénissime de Venise contre Otton, fils de l'empereur Frédéric Barberousse dans la salle du Grand Conseil (gravure, 1720)

Dans l'église de San Giovanni a Salvore (aujourd'hui Savudrja en Croatie) se trouvait une plaque, détruite en 1826, commémorant la bataille :
« Heus pupuli celebrate locum, quem Tercius olim Pastor Alexander donis coelestìbus auxit: Hoc etenim Pelago Venetoe Victoria Classi Desuper eluxit, ceciditque superbia magni Induperatoris Federici, reddita Sanctae Ecclesiae Pax tuncque; fuit. Coelo ita tempora mille Spetuaginta dabat centum septemque; ernus sup Pacifer adveniens ab origine carnis amictae. »
La bataille avait confirmé, une fois de plus, la suprématie vénitienne sur l'Adriatique et fut célébrée de diverses manières sur les terres vénitiennes :
- à Savudrija, chaque année jusqu'à la fin du XIXe siècle, le jour de la Toussaint, il y avait une commémoration de la bataille,
- au palais des Doges de Venise, un tableau de Domenico Tintoretto, peint en 1605 pour remplacer un tableau de Gentile da Fabriano de 1409 détruit au XVIe siècle dans un incendie[10]. Un tableau similaire du Tintoretto était présent dans la municipalité de Piran, mais sur ordre du baron Francesco Maria Carnea Steffaneo - commissaire de la Cour plénipotentiaire impériale pour l'Istrie, la Dalmatie et l'Albanie entre 1801 et 1804 - il fut vendu en 1802 aux collections de Vienne en échange d'un portrait de l'empereur François II. Cette grande œuvre du Tintoretto qui mesurait 11 pieds de haut et 21 pieds de large (3,35 × 6,40 mètres) a été perdu à Vienne[11]. L'historiographie vénitienne a toujours affirmé que la flotte vénitienne, bien qu'inférieure en nombre, avait triomphé de celle du fils de l'empereur Otto en 1177, ce qui a conduit à la paix de Venise signée entre l'empereur et le pape. Selon les historiens allemands, c'est la défaite à la bataille de Punta Salvore et les supplications de son fils qui ont poussé l'empereur à s'entendre avec le pape Alexandre III, se réconcilier à Venise et mettre ainsi définitivement fin au conflit qui déchirait la chrétienté occidentale. Pour les historiens vénitiens, les preuves figurent dans les mémoires du doge Andrea Dandolo (1306-1354) qui n'a pas pu inventer lui-même cette bataille navale,
- au Palazzo Pubblico de Sienne, l'artiste peintre Spinello Aretino a réalisé une fresque sur la bataille navale de Punta San Salvatore en Istra entre les Vénitiens et les impériaux, dans la Sala di Balìa, faisant partie du cycle de fresques sur les Histoires du pape Alexandre III[1].